# Heinz Theisen (Politikwissenschaftler)
Heinz Theisen (* 25. November 1954 in Langenfeld) ist ein deutscher Politikwissenschaftler.

## Leben
Nach dem Abitur am mathematisch-naturwissenschaftlichen Gymnasium in Opladen 1974 studierte Theisen bis 1980 Politikwissenschaft, Soziologie, Geschichte und Staats- und Verfassungsrecht an den Universitäten Göttingen und Bonn, wo er 1983 bei Karl Dietrich Bracher zum Dr. phil. promoviert wurde.
Von 1984 bis 1987 war er persönlicher Assistent des Rektors der Universität Bonn, wo er in der Verwaltungs- und Planungsarbeit tätig war und Redeentwürfe für den Rektor verfasste. Von 1987 bis 1990 war er wissenschaftlicher Mitarbeiter und Assistent Klaus von Schuberts mit den Arbeitsschwerpunkten Gentechnologie und Politik und Ökologie und Demokratie bei der interdisziplinären Forschungsstätte der Evangelischen Studiengemeinschaft in Heidelberg.
Von 1991 bis 1997 lehrte er als Professor für Politikwissenschaft an der Fachhochschule des Bundes für öffentliche Verwaltung in Brühl und an der Zweigstelle der Hochschule in Biesenthal, wo er öffentlich Bedienstete der früheren DDR für den Staatsdienst in der Bundesrepublik ausbildete. Von 1997 bis 2020 war er Professor für Politikwissenschaft an der Katholischen Hochschule Nordrhein-Westfalen in Köln. Von 1996 bis 2002 arbeitete er im Transform-Programm der Bundesrepublik Deutschland für Aufbauhilfen der öffentlichen Verwaltungen mittel- und osteuropäischer Staaten mit. Zahlreiche Lehraufträge hatte er in Osteuropa, China und in Palästina. 
Theisen ist Gastautor bei der Neuen Zürcher Zeitung und der Achse des Guten.
Seit Februar 2022 gehört er dem Politischen Beirat des Bürgerlich-Freiheitlichen Aufbruchs an und ist Sprecher des Fachbereiches Europa, Naher Osten und Konflikte der Kulturen. Im Frühjahr 2023 Jahr war er für einige Monate Senior Fellow am Mathias-Corvinus-Collegium in Budapest.

## Schriften (Auswahl)
- Katastrophenstimmung und freiheitliche Demokratie. Gefährdungen, Grenzen und Möglichkeiten freiheitliche Politik in der prognostizierten Bedrohungsfeldern unserer Zukunft (= Bibliothek Wissenschaft und Politik. Band 33). Verlag Wissenschaft und Politik, Köln 1985, ISBN 3-8046-8636-2, (zugleich Dissertation, Bonn 1983).
- Bio- und Gentechnologie – eine politische Herausforderung. Kohlhammer, Stuttgart/Berlin/Köln 1991, ISBN 3-17-011552-9.
- Zukunftspolitik. Langfristiges Handeln in der Demokratie. Olzog, München 2000, ISBN 3-7892-8026-7.
- Die Grenzen Europas. Die Europäische Union zwischen Erweiterung und Überdehnung (= Schriften der Katholischen Fachhochschule Nordrhein-Westfalen. Band 2). Budrich, Opladen 2006, ISBN 3-938094-80-X.
- Nach der Überdehnung. Die Grenzen des Westens und die Koexistenz der Kulturen (= Politik & Kulturn. Band 11). Lit, Berlin/Münster 2012, ISBN 978-3-643-11758-8.
- als Herausgeber: Was wird aus dem Westen? Gedanken zur Zukunft des Abendlandes  (= Welt-Trends. Spezial. Band 11). WeltTrends, Potsdam 2013, ISBN 978-3-941880-71-9.
- Der Westen und sein Naher Osten. Vom Kampf der Kulturen zum Kampf um die Zivilisation. Lau, Reinbek/München 2015, ISBN 978-3-95768-162-1.
- Der Westen und die neue Weltordnung (= Kohlhammer Urban Taschenbücher). Kohlhammer, Stuttgart 2017, ISBN 3-17-032467-5.
- Selbstbehauptung. Warum Europa und der Westen sich begrenzen müssen, Lau-Verlag, Reinbek 2022,  ISBN 978-3-95768-236-9.